# Croissy-Beaubourg
Croissy-Beaubourg és un municipi francès, situat al departament de Sena i Marne i a la regió de Illa de França. L'any 2007 tenia 2.077 habitants.
Forma part del cantó de Champs-sur-Marne, del districte de Torcy i de la Comunitat d'aglomeració de París-Vallée de la Marne.

## Demografia

### Població
El 2007 la població de fet de Croissy-Beaubourg era de 2.077 persones. Hi havia 758 famílies, de les quals 110 eren unipersonals (57 homes vivint sols i 53 dones vivint soles), 269 parelles sense fills, 306 parelles amb fills i 73 famílies monoparentals amb fills.
La població ha evolucionat segons el següent gràfic:
Habitants censats

### Habitatges
El 2007 hi havia 788 habitatges, 766 eren l'habitatge principal de la família, 4 eren segones residències i 18 estaven desocupats. 756 eren cases i 26 eren apartaments. Dels 766 habitatges principals, 641 estaven ocupats pels seus propietaris, 98 estaven llogats i ocupats pels llogaters i 27 estaven cedits a títol gratuït; 9 tenien una cambra, 10 en tenien dues, 39 en tenien tres, 184 en tenien quatre i 524 en tenien cinc o més. 685 habitatges disposaven pel capbaix d'una plaça de pàrquing. A 312 habitatges hi havia un automòbil i a 422 n'hi havia dos o més.

### Piràmide de població
La piràmide de població per edats i sexe el 2009 era:
| Homes | Edats   | Dones |
| ----- | ------- | ----- |
| 0     | 95 o +  | 0     |
| 0     | 90 a 94 | 0     |
| 4     | 85 a 89 | 4     |
| 0     | 80 a 84 | 0     |
| 0     | 75 a 79 | 16    |
| 12    | 70 a 74 | 12    |
| 24    | 65 a 69 | 28    |
| 44    | 60 a 64 | 36    |
| 104   | 55 a 59 | 72    |
| 136   | 50 a 54 | 140   |
| 100   | 45 a 49 | 124   |
| 116   | 40 a 44 | 72    |
| 80    | 35 a 39 | 124   |
| 44    | 30 a 34 | 56    |
| 52    | 25 a 29 | 52    |
| 88    | 20 a 24 | 84    |
| 92    | 15 a 19 | 68    |
| 96    | 10 a 14 | 76    |
| 96    | 5 a 9   | 72    |
| 44    | 0 a 4   | 68    |

## Economia
El 2007 la població en edat de treballar era de 1.470 persones, 1.055 eren actives i 415 eren inactives. De les 1.055 persones actives 974 estaven ocupades (492 homes i 482 dones) i 81 estaven aturades (44 homes i 37 dones). De les 415 persones inactives 203 estaven jubilades, 149 estaven estudiant i 63 estaven classificades com a «altres inactius».

### Ingressos
El 2009 a Croissy-Beaubourg hi havia 752 unitats fiscals que integraven 2.097,5 persones, la mediana anual d'ingressos fiscals per persona era de 28.142 €.

### Activitats econòmiques
Dels 471 establiments que hi havia el 2007, 8 eren d'empreses extractives, 1 d'una empresa alimentària, 20 d'empreses de fabricació de material elèctric, 28 d'empreses de fabricació d'altres productes industrials, 40 d'empreses de construcció, 148 d'empreses de comerç i reparació d'automòbils, 39 d'empreses de transport, 14 d'empreses d'hostatgeria i restauració, 26 d'empreses d'informació i comunicació, 19 d'empreses financeres, 15 d'empreses immobiliàries, 92 d'empreses de serveis, 14 d'entitats de l'administració pública i 7 d'empreses classificades com a «altres activitats de serveis».
Dels 50 establiments de servei als particulars que hi havia el 2009, 2 eren tallers de reparació d'automòbils i de material agrícola, 1 taller d'inspecció tècnica de vehicles, 1 autoescola, 5 paletes, 4 guixaires pintors, 5 fusteries, 7 lampisteries, 10 electricistes, 3 empreses de construcció, 1 perruqueria, 1 agència de treball temporal, 5 restaurants, 4 agències immobiliàries i 1 saló de bellesa.
Dels 19 establiments comercials que hi havia el 2009, 1 era un hipermercat, 1 un supermercat, 1 una botiga de menys de 120 m², 2 llibreries, 3 botigues de roba, 1 una botiga de roba, 1 una sabateria, 3 botigues de material esportiu, 1 una botiga de material de revestiment de parets i terra, 2 perfumeries i 3 floristeries.

## Equipaments sanitaris i escolars
L'únic equipament sanitari que hi havia el 2009 era una farmàcia.
El 2009 hi havia 1 escola maternal i 1 escola elemental.

## Poblacions més properes
El següent diagrama mostra les poblacions més properes.